# Vrbina
Vrbina (Lysimachia) je rod s asi 150 druhy vytrvalých bylin nebo vzácně i polokeřů, od plazivých a poléhavých až po přes metr vysokých které se vyskytují převážně v mírném a subtropickém pásu severní polokoule. Na jižní polokouli, v Austrálii a Jižní Americe rostou minimálně.

## Taxonomie
V minulosti byl tento rod řazen do čeledi Myrsinaceae, která byla po prověření fylogeneze zrušena a podle APG III byl rod přeřazen do čeledi prvosenkovitých, kde je začleněn do podčeledi Myrsinoideae.
V České republice vyrůstá ve volné přírodě těchto pět druhů vrbiny:
- Vrbina hajní (Lysimachia nemorum) L.
- Vrbina kytkokvětá (Lysimachia thyrsiflora) L.
- Vrbina obecná (Lysimachia vulgaris) L.
- Vrbina penízková (Lysimachia nummularia) L.
- Vrbina tečkovaná (Lysimachia punctata) L.[1]

Do rodu Lysimachia též bývá řazen sedmikvítek evropský jako Lysimachia europaea.

## Popis
Rostliny rodu vrbina mají lodyhy vztyčené, poléhavé nebo vystoupavé, lysé i chlupaté, válcovité, oblé, kuželovité nebo několikahranné. Přisedlé nebo řapíkaté listy obvykle s celistvou čepelí vyrůstají na lodyze střídavě, vstřícně nebo ve vícečetných přeslenech. Mimo lodyžních listů rostou listy variabilního tvaru i v přízemní růžici, někdy jsou listy k nerozeznání od listenů.
Oboupohlavné květy, nejčastěji 5četné, vyrůstají na konci lodyhy nebo v paždí horních listů jednotlivě nebo ve skupinách, kdy bývají seskupeny do hroznů, lat nebo chocholíků. Hluboce laločné kališní lístky jsou zelené, bělavé nebo narůžovělé. Koruny mají krátkou nálevkovitou trubku, jejich lístky jsou žluté (někdy s načervenalou či nahnědlou bázi), bílé nebo narůžovělé, mnohdy tmavě zabarvená podle pryskyřičných kanálků. V květech je 5 tyčinek s nitkami volnými nebo srostlými do kruhu, kulovitý nebo vejčitý semeník a jednoduchá nitková čnělka. Plody jsou kulovité tobolky většinou podélně se otvírající o rozměrech 1,5 až 7 mm s 1 až 20 lesklými hnědými nebo černými semeny. Ta bývají oválných nebo hranatých tvarů, hladká nebo drsná, někdy i s drobnými křidélky.

## Význam
Některé druhy se používaly místně v lidovém léčitelství např. vrbina penízková, jiné se někdy vysazují jako nenáročné okrasné rostliny např. vrbina penízková, vrbina tečkovaná, Lysimachia ciliata, Lysimachia clethroides. Vrbina penízková a Lysimachia clethroides jsou ale poměrně agresivní druhy a při zanedbání se mohou lehce stát invazivní. Žádný druh vrbiny není ekonomicky významný.

## Galerie

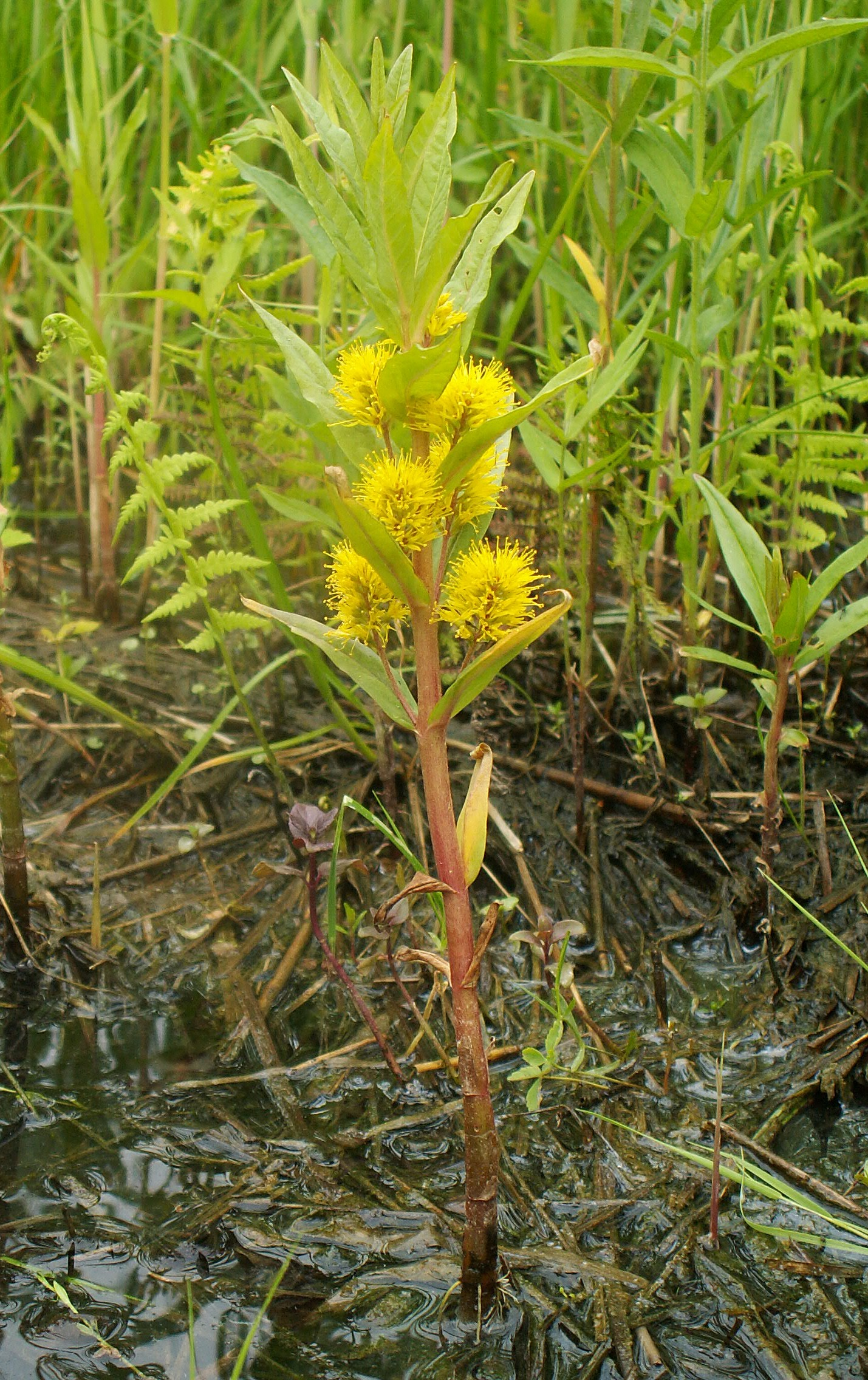
Havajská Lysimachia daphnoides
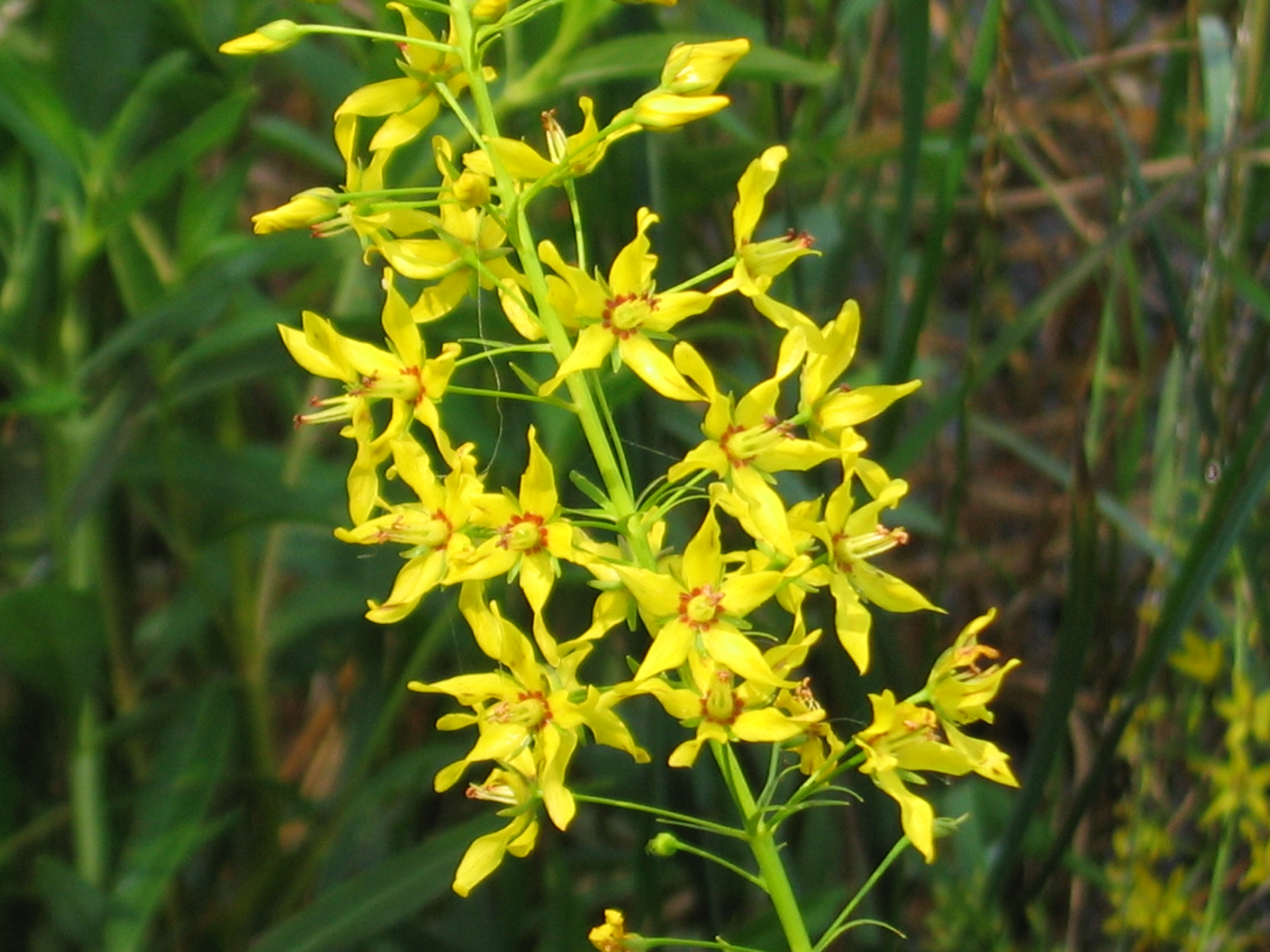
Severoamerická Lysimachia terrestris
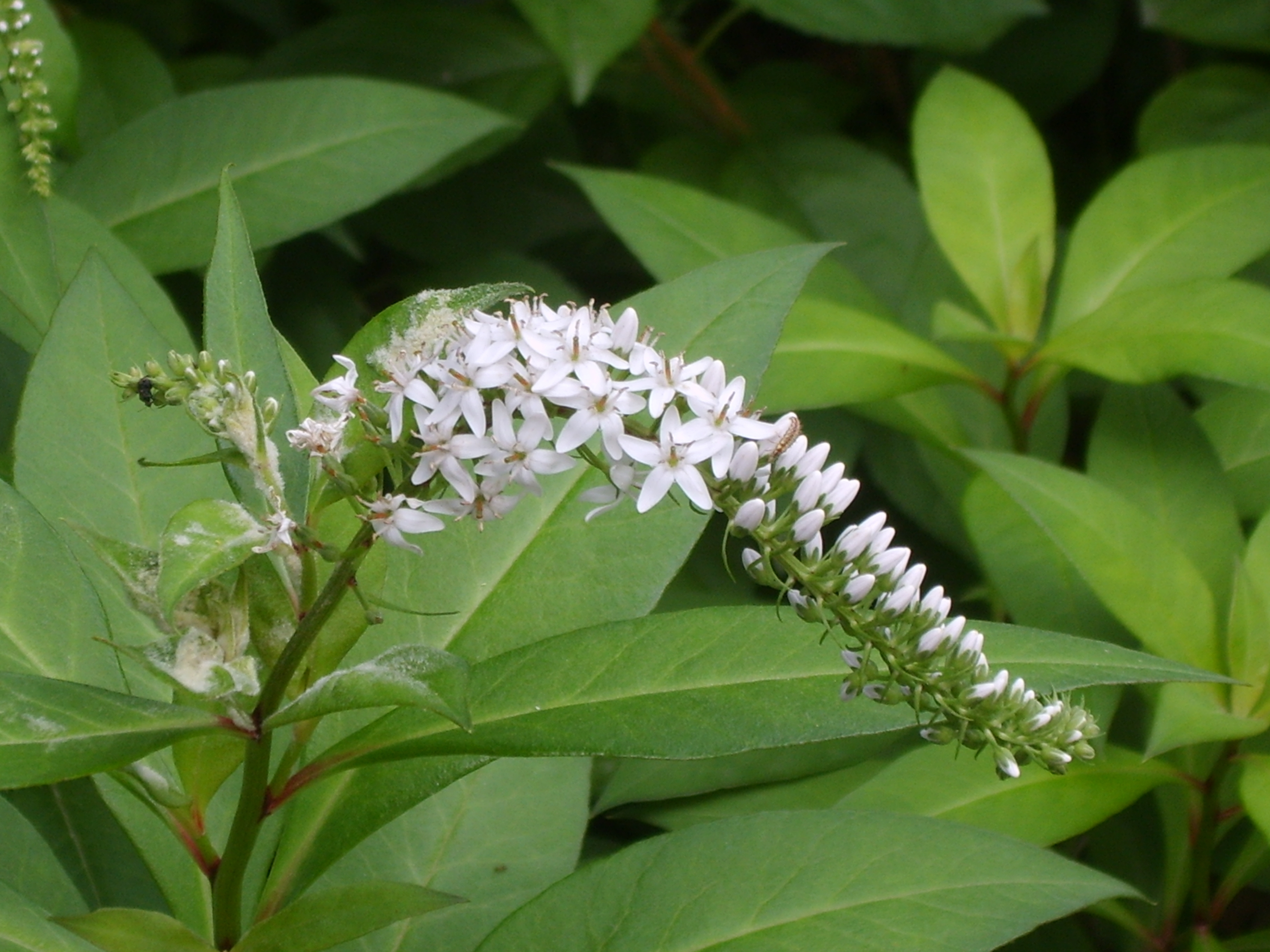
Východoasijská Lysimachia clethroides
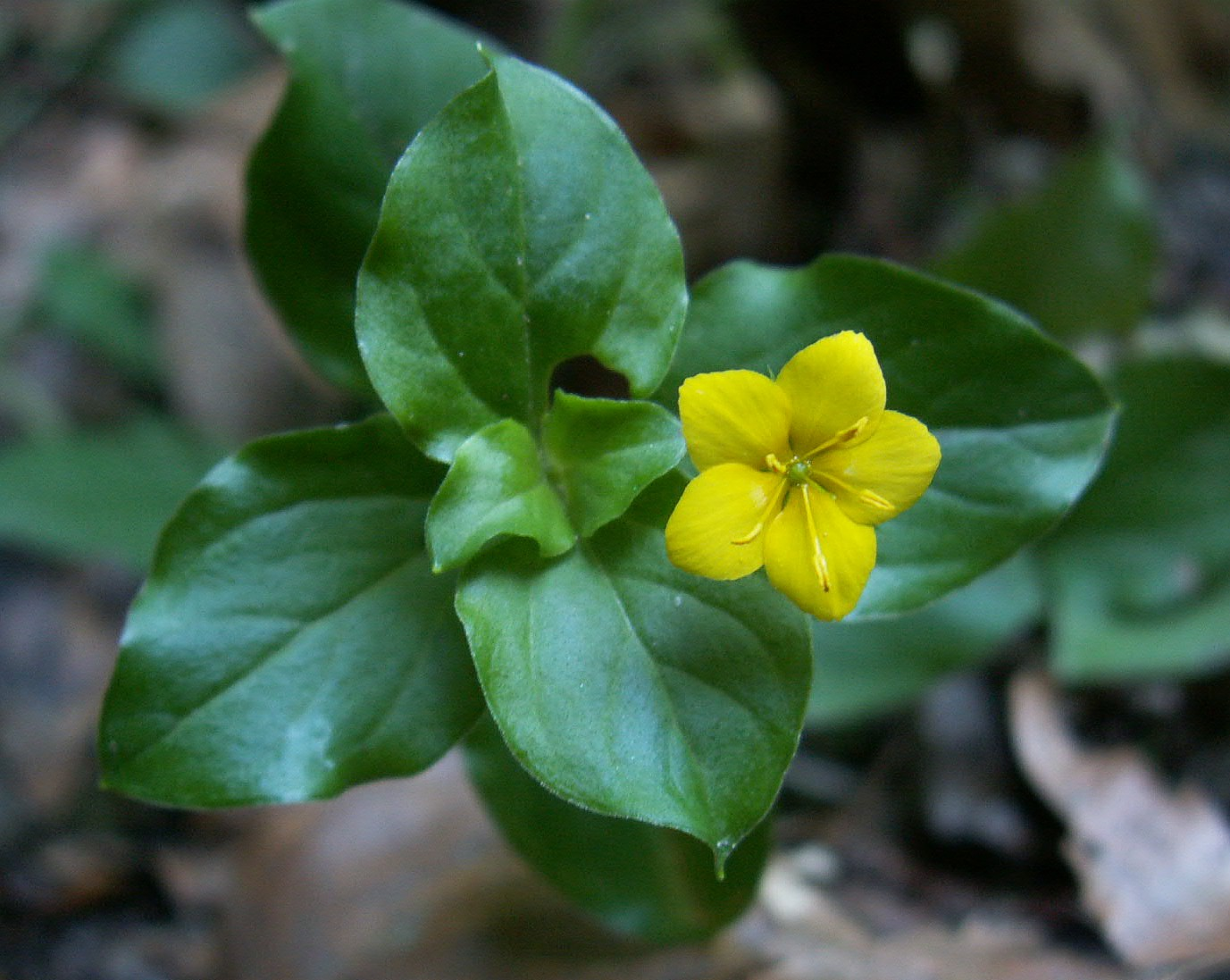
Evropská vrbina hajní